# Dolanský rybník
Dolanský rybník (německy Tolnteich) je největší z desítek rybníků tvořících soustavu známou jako Holanské rybníky v jižní části okresu Česká Lípa. Je využíván k intenzivnímu rybolovu.

## Umístění a parametry
Celá soustava středověkých původně 23 Holanských rybníků je napájena hlavně od západu tekoucího Bobřího potoka, který později napájí Novozámecký rybník. V soustavě Holanských rybníků je v jejich západní části na katastru obcí Stvolínky (č.758 655), východní cíp protáhlého rybníka je na katastru č.640 735 městyse Holany.
Dolanský rybník je uváděn se zavodněnou plochou 44 ha. Je rybníkem průtočným a jako chovný je určen k chovu ryb. Část břehů je zalesněna. Jeho uživatelem bylo Rybářství Doksy, vlastníkem Pozemkový fond ČR. Podle webu Libereckého kraje je rozloha 47,794 ha.
Od nejbližší CHKO Kokořínsko je zhruba 1 km severněji.
Rybník měl původně plochu 28 ha a byl oddělen od severněji vytvořeného Hrázského rybníka hrází. Ta byla odstraněna. Podle jiných zdrojů (mapy Seznamu, KČT, katastrální) Hrázský rybník existuje stále, bývá pojmenován druhým označením jako Mlýnský rybník. Rybník je napájen jednak Bobřím potokem a dále několika menšími potůčky.

## Fauna

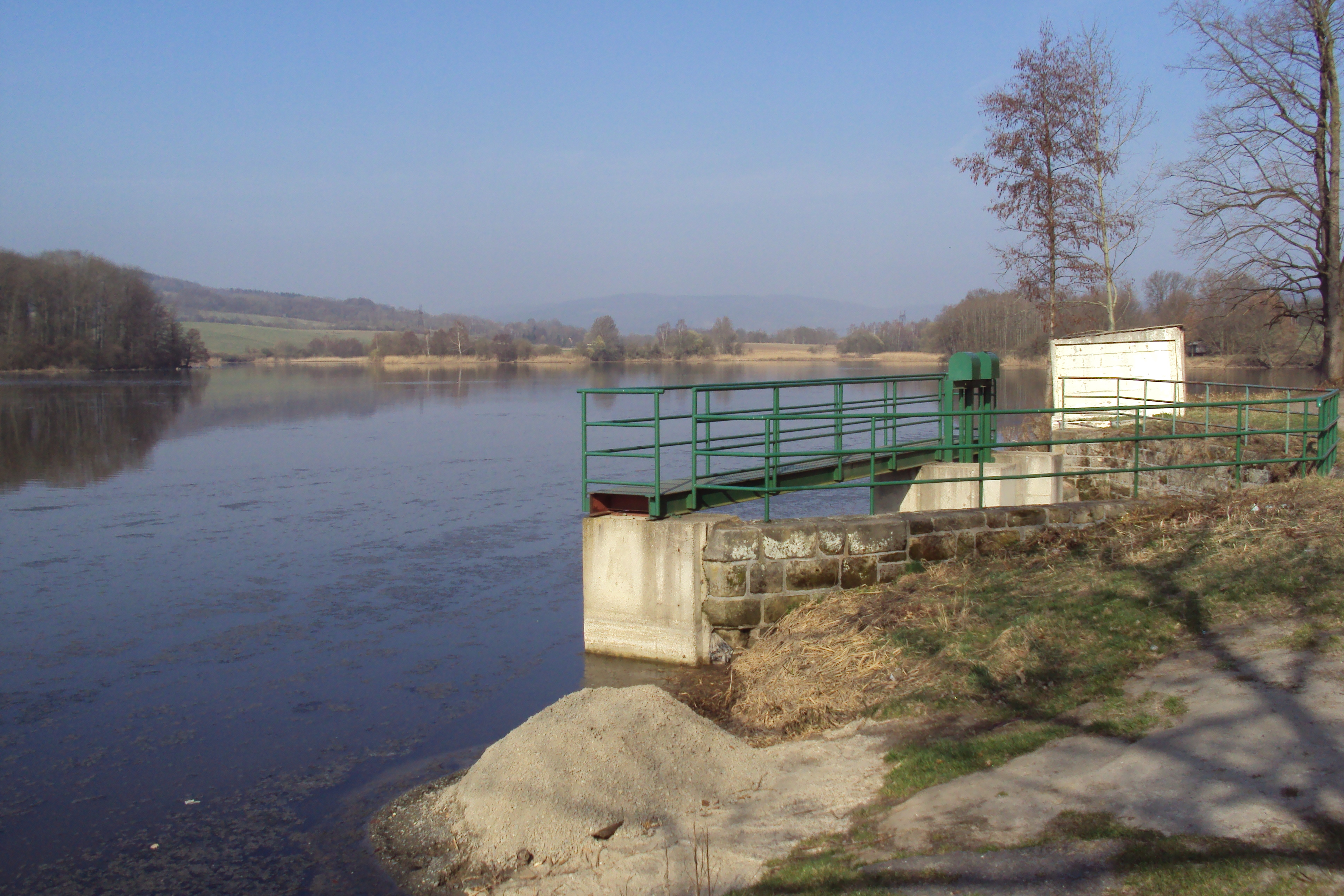
Hráz s výpustí Dolanského rybníka

V Dolanském rybníku bylo zjištěno 14 druhů vodních plžů a 7 druhů mlžů. V bezprostředním okolí rybníka bylo zjištěno 27 druhů suchozemských plžů, včetně ohrožených mokřadních druhů Pupilla alpicola a Vertigo moulinsiana.

## Cestovní ruch
V nedalekých Holanech je řada stavebních památek, v blízkosti je i zřícenina hradu Milčany. Soustavou Holanských rybníků od Holan ke Stvolínkám je vedena červeně značená cesta pro pěší turisty, Dolanský rybník míjí při jeho severním břehu. Stejně tak i cyklotrasa 3086. Blízko rybníka na území CHKO jsou výrazné kopce Vlhošť a Ronov s přírodní rezervací.
Autem lze přijet k rybníku po polních cestách od Holan či Stvolínek. Do Holan i Stvolínek zajíždí meziměstská autobusová doprava ČSAD Česká Lípa. Nejbližší zastávka vlaku na trati 087 z České Lípy do Lovosic je v 3 km vzdálených Stvolínkách. 

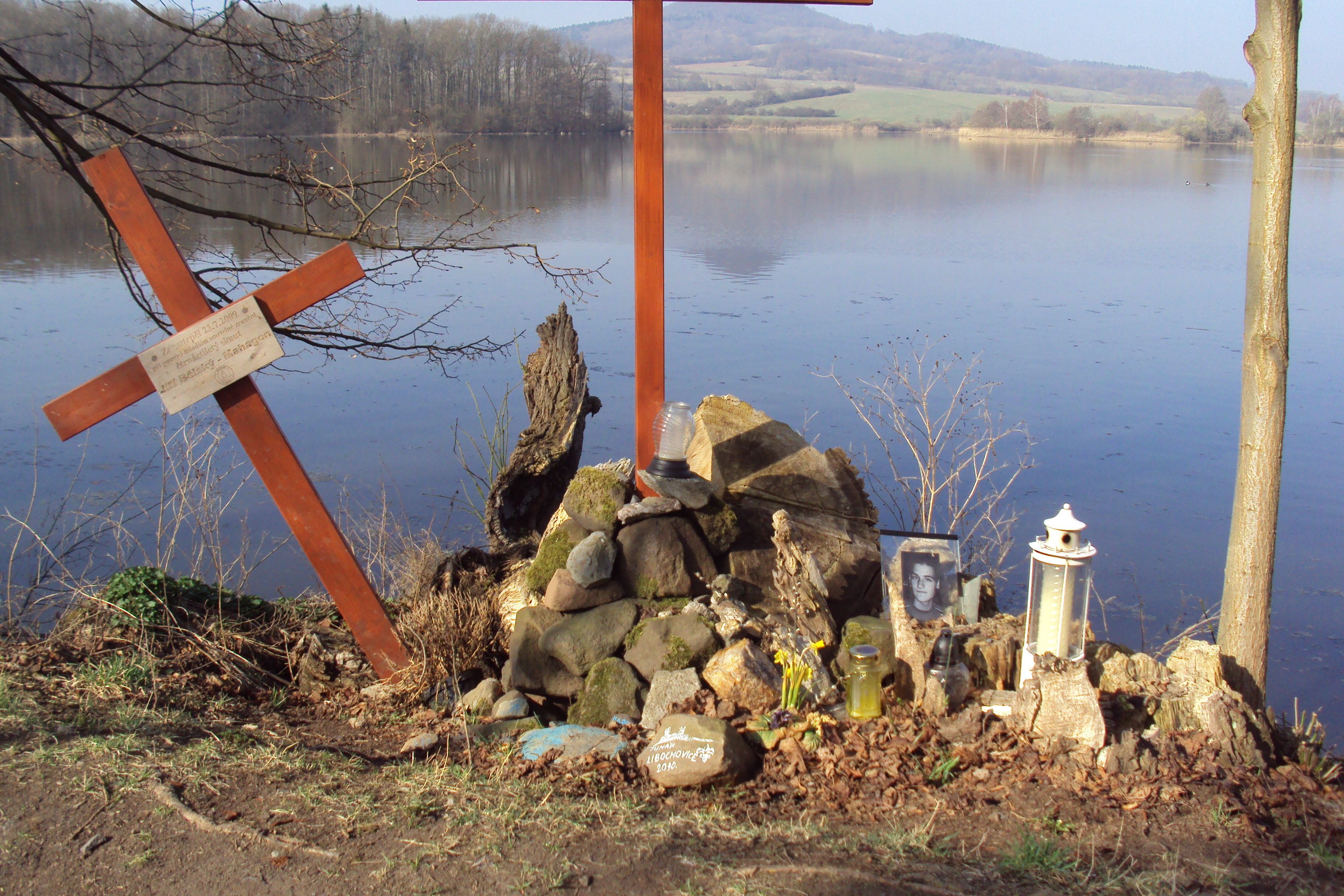
Pomníček chlapce, který utrpěl smrtelná zranění během vichřice na hrázi Dolanského rybníka